# Heidenheim (Bawaria)
Heidenheim, Heidenheim am Hahnenkamm – gmina targowa w Niemczech, w kraju związkowym Bawaria, w rejencji Środkowa Frankonia, w powiecie Weißenburg-Gunzenhausen, siedziba wspólnoty administracyjnej Hahnenkamm. Leży około 17 km na zachód od Weißenburg in Bayern.

## Dzielnice
W skład gminy wchodzą następujące dzielnice: Degersheim, Hechlingen am See, Heidenheim i Hohentrüdingen.

## Demografia
| Rok  | Liczba mieszk. |
| ---- | -------------- |
| 1970 | 2404           |
| 1987 | 2538           |
| 2000 | 2768           |
| 2005 | 2561           |

## Zabytki
- klasztor benedyktynów

## Oświata
(na 1999)

W gminie znajduje się 125 miejsc przedszkolnych (103 dzieci) oraz szkoła (26 nauczycieli, 461 uczniów).